# Pendembu
Pendembu ist eine Stadt im Distrikt Kailahun in der Provinz Eastern im westafrikanischen Sierra Leone. Der Ort hat etwa 8780 Einwohner (Stand 2017).
Pendembu ist traditionell ein wichtiges Handelszentrum.
Der Ort liegt etwa 55 Kilometer von Kenema und 350 Kilometer östlich der Hauptstadt Freetown. 2017 wurde mit dem Bau einer 28 Kilometer langen Straße zur Distrikthauptstadt Kailahun begonnen. Die Fertigstellung ist für 2021[veraltet] vorgesehen.
Die Mehrheit der Einwohner gehört den Mende an. Bekanntester Sohn der Stadt ist Ahmad Tejan Kabbah, der ehemalige Staatspräsident Sierra Leones.